# Govardhanram Tripathi

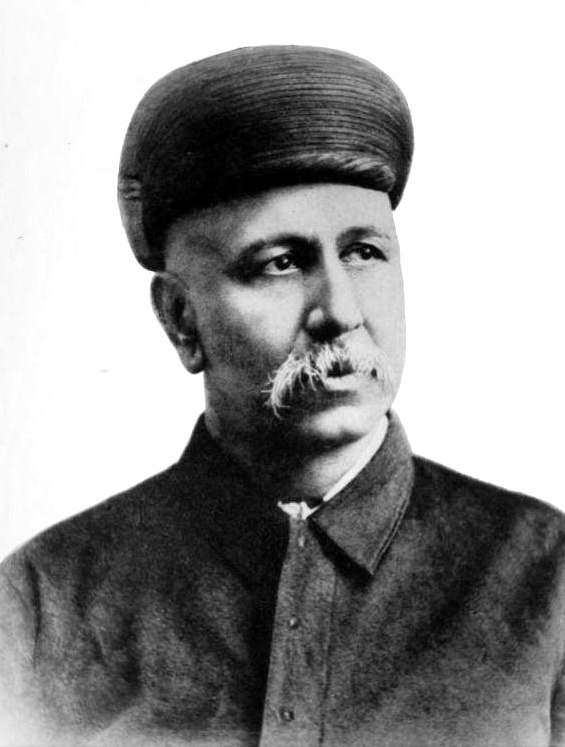
Govardhanram Tripathi

Govardhanram Tripathi (ur. 1855, zm. 1907) – indyjski pisarz.
Urodził się w rodzinie bramińskiej (kasta Nagar), w małym mieście niedaleko Barody. Studiował prawo, praktykował w Sądzie Najwyższym w Bombaju. Stworzył, wydaną w czterech tomach (1887-1901), powieść Saraswatichandra, uznawaną obecnie za klasyczną. Poruszał w niej tematykę związaną z problemami ówczesnych Indii. Pozostawił także esej Classical Poets of Gujarat and their Influence on Society and Morals (opublikowany w 1894), uznawany za jedno z pierwszych opracowań poświęconych socjologii poezji tworzonej w gudźarati oraz, wydaną w trzech tomach, Scrap Book, zawierającą różnorodne tematycznie refleksje.
Publikował w piśmie East and West. Swojej zmarłej w młodym wieku córce poświęcił poemat Lilavatijivanakala.